# Mateusz Żyro
Mateusz Żyro (Varsavia, 28 ottobre 1998) è un calciatore polacco, difensore del Widzew Łódź.

## Caratteristiche tecniche
È un difensore centrale.

## Carriera
Cresciuto nel settore giovanile del Legia Varsavia, debutta in prima squadra il 7 luglio 2017 giocando l'incontro di Superpuchar Polski perso ai rigori contro l'Arka Gdynia; negli anni seguenti viene ceduto in prestito a Wigry Suwałki, Miedź Legnica e Stal Mielec, per poi essere ceduto a titolo definitivo proprio a quest'ultima squadra nel 2020.

## Statistiche
Statistiche aggiornate al 12 aprile 2021.

### Presenze e reti nei club
| Stagione        | Squadra         | Campionato      | Campionato | Campionato | Coppe nazionali | Coppe nazionali | Coppe nazionali | Coppe continentali | Coppe continentali | Coppe continentali | Altre coppe | Altre coppe | Altre coppe | Totale | Totale | Totale |
| Stagione        | Squadra         | Comp            | Pres       | Reti       | Comp            | Pres            | Reti            | Comp               | Pres               | Reti               | Comp        | Pres        | Reti        | Pres   | Reti   |        |
| --------------- | --------------- | --------------- | ---------- | ---------- | --------------- | --------------- | --------------- | ------------------ | ------------------ | ------------------ | ----------- | ----------- | ----------- | ------ | ------ | ------ |
| 2017-2018       | Legia Varsavia  | EK              | 0          | 0          | CP              | 1               | 0               | UCL                | 0                  | 0                  | SP          | 1           | 0           | 2      | 0      |        |
| 2017-2018       | Wigry Suwałki   | 1L              | 15         | 0          | CP              | 0               | 0               |                    | -                  | -                  |             | -           | -           | 15     | 0      |        |
| lug.-ago. 2018  | Legia Varsavia  | EK              | 3          | 0          | CP              | 0               | 0               | UCL+UEL            | 0+1                | 0                  | SP          | 0           | 0           | 4      | 0      |        |
| ago. 2018-2019  | Miedź Legnica   | EK              | 6          | 0          | CP              | 4               | 0               |                    | -                  | -                  |             | -           | -           | 10     | 0      |        |
| 2019-2020       | Stal Mielec     | 1L              | 29         | 1          | CP              | 4               | 0               |                    | -                  | -                  |             | -           | -           | 33     | 1      |        |
| 2020-2021       | Stal Mielec     | EK              | 16         | 0          | CP              | 2               | 0               |                    | -                  | -                  |             | -           | -           | 18     | 0      |        |
| Totale carriera | Totale carriera | Totale carriera | 69         | 1          |                 | 11              | 0               |                    | 1                  | 0                  |             | 1           | 0           | 82     | 1      |        |

## Palmarès

### Club

#### Competizioni nazionali
- Campionato polacco di seconda divisione: 1

Stal Mielec: 2019-2020